# Agnen: A Journey Through the Dark
Agnen: A Journey Through the Dark – drugi album studyjny norweskiej grupy muzycznej Keep of Kalessin. Wydawnictwo ukazało się w sierpniu 1999 roku nakładem wytwórni muzycznej Avantgarde Music.

## Lista utworów
Źródło.
| Nr | Tytuł utworu                 | Długość |
| -- | ---------------------------- | ------- |
| 1. | „Dragonlord”                 | 05:42   |
| 2. | „As Mist Lay Silent Beneath” | 05:38   |
| 3. | „I Deny”                     | 05:03   |
| 4. | „Pain Humanised”             | 04:31   |
| 5. | „Orb of Man”                 | 05:49   |
| 6. | „Dryland”                    | 05:17   |
| 7. | „Towards I Roam”             | 07:17   |
| 8. | „Agnen”                      | 11:34   |
|    |                              | 50:51   |

## Wydania
| Rok  | Nr katalogowy     | Format    | Wytwórnia                                       | Region          | Źródło |
| ---- | ----------------- | --------- | ----------------------------------------------- | --------------- | ------ |
| 1999 | AV042, 0048522PRE | CD, Album | Avantgarde Music, Connected Music Vertrieb GmbH | Włochy          | [ 3 ]  |
| 2007 | CDVILED198        | CD, Album | Peaceville                                      | Wielka Brytania | [ 3 ]  |